# Теорема о двух милиционерах

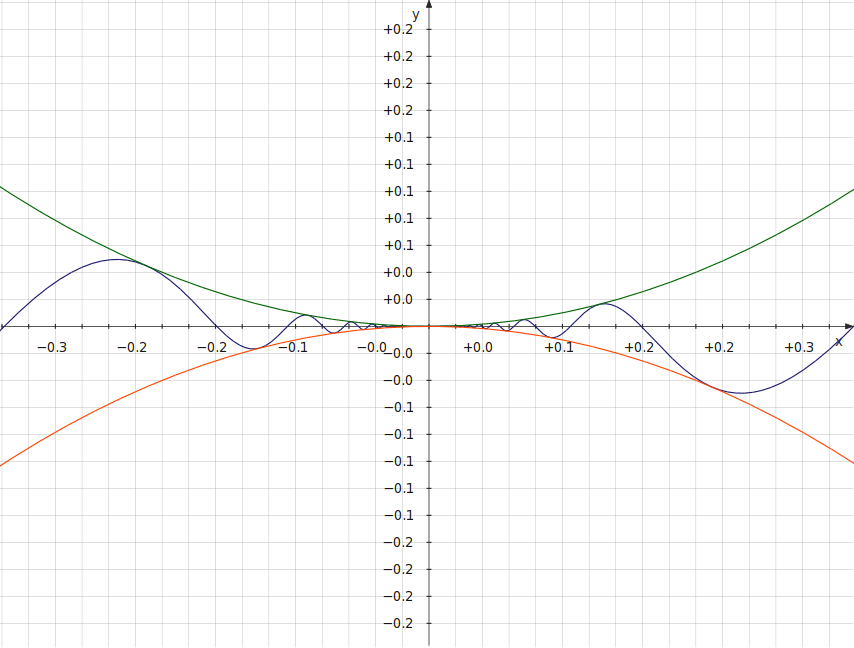
Графики функций, и

Теорема о двух милиционерах — теорема в математическом анализе о существовании предела у функции, которая «зажата» между двумя другими функциями, имеющими одинаковый предел. Формулируется следующим образом:

Если функция {\displaystyle y=f(x)} такая, что {\displaystyle \varphi (x)\leqslant f(x)\leqslant \psi (x)} для всех {\displaystyle x} в некоторой окрестности точки {\displaystyle a}, причём функции {\displaystyle \varphi (x)} и {\displaystyle \psi (x)} имеют одинаковый предел при {\displaystyle x\to a}, то существует предел функции {\displaystyle y=f(x)} при {\displaystyle x\to a}, равный этому же значению, то есть
{\displaystyle \lim _{x\to a}\varphi (x)=\lim _{x\to a}\psi (x)=A\Rightarrow \lim _{x\to a}f(x)=A.}

Также такое название имеет аналогичная теорема о пределе последовательностей, формулирующаяся следующим образом:

Если последовательность {\displaystyle a_{n}} такая, что {\displaystyle b_{n}\leqslant a_{n}\leqslant c_{n}} для всех {\displaystyle n}, причём последовательности {\displaystyle b_{n}} и {\displaystyle c_{n}} имеют одинаковый предел при {\displaystyle n\to \infty }, то существует предел последовательности {\displaystyle a_{n}} при {\displaystyle n\to \infty }, равный этому же значению, то есть
{\displaystyle \lim _{n\to \infty }b_{n}=\lim _{n\to \infty }c_{n}=A\Rightarrow \lim _{n\to \infty }a_{n}=A.}

## Доказательство
Из неравенства {\displaystyle \varphi (x)\leqslant f(x)\leqslant \psi (x)} получаем неравенство {\displaystyle \varphi (x)-A\leqslant f(x)-A\leqslant \psi (x)-A}. Условие {\displaystyle \lim \limits _{x\to a}\varphi (x)=A=\lim \limits _{x\to a}\psi (x)} позволяет сказать, что для любого {\displaystyle \varepsilon >0} существует окрестность {\displaystyle U_{a}}, в которой верны неравенства {\displaystyle \left|\varphi (x)-A\right|<\varepsilon } и {\displaystyle \left|\psi (x)-A\right|<\varepsilon }. Из изложенных выше неравенств следует, что {\displaystyle \left|f(x)-A\right|<\varepsilon } при {\displaystyle x\in U_{a}}, что удовлетворяет определению предела, то есть {\displaystyle \lim \limits _{x\to a}f(x)=A}.

## Название и зарубежная терминология
Название теоремы происходит из того факта, что если два милиционера под руки ведут задержанного в участок, то он вынужден идти вместе с ними.
В разных странах эта теорема называется по-разному. Теорема сжатия, теорема о промежуточной функции, теорема о двух карабинерах, теорема о сэндвиче (или правило сэндвича), теорема о трёх струнах, теорема о двух жандармах, теорема о двух городовых и пр.